# Loutró
Loutró är en ort i Grekland.   Den ligger i prefekturen Nomós Larísis och regionen Thessalien, i den centrala delen av landet, 270 km nordväst om huvudstaden Aten. Loutró ligger 898 meter över havet och antalet invånare är 841.
Terrängen runt Loutró är kuperad. Runt Loutró är det ganska glesbefolkat, med 22 invånare per kvadratkilometer. Närmaste större samhälle är Kraniá Elassónas, 3,6 km sydost om Loutró. Trakten runt Loutró består i huvudsak av gräsmarker.